# Olios keyserlingi
Olios keyserlingi là một loài nhện trong họ Sparassidae.
Loài này thuộc chi Olios. Olios keyserlingi được Eugène Simon miêu tả năm 1880.